# Бомберг, Дэвид
Дэвид Бомберг (англ. David Bomberg; 5 декабря 1890, Бирмингем — 19 августа 1957, Лондон) — один из крупнейших английских художников XX века.

## Жизнь и творчество
Был седьмым ребёнком в семье евреев-эмигрантов из Польши. В 1895 году Бомберги переезжают в лондонский Уайтчепел (на Ист-Энде). Здесь Дэвид в 15-летнем возрасте поступает в обучение на литографа. В 1908—1910 годах он изучает историю искусств в вестминстерской Школе искусств под руководством Уолтера Сикерта. Одновременно работает ассистентом в художественной мастерской художника Джона Сингера Сарджента, который советует Бомбергу продолжить своё образование в привилегированной Школе изящных искусств Слейд. Получив стипендию от еврейского агентства помощи, молодой художник учится в школе Слейд с 1911 по 1913 год. В этот период он знакомится с такими художниками, как Пол Нэш, Стэнли Спенсер, Айзек Розенберг и Марк Гертлер. Бомберг был одним из основателей такого художественного течения, как вортицизм.
В 1913 году Бомберг, вместе с Джейкобом Эпстайном, едет во Францию, где знакомится с такими мастерами кисти, как Андре Дерен, Амедео Модильяни и Пабло Пикассо, оказавшими влияние на позднее творчество художника. Участник боевых действий на Западном фронте в 1915—1918 годах. После окончания Первой мировой войны Бомберг живёт некоторое время в Палестине (с 1923 по 1927 год), затем совершает поездки в Марокко и Грецию (в 1930 году), в СССР (в 1933 году), в Испанию (в 1934—1935 годах). В 1945—1953 художник преподаёт в лондонском университете Саут Бэнк. Среди учеников Бомберга следует назвать Франка Ауэрбаха, Лесли Марра, Густава Метцгера и Леона Коссофа.
Бомберг писал преимущественно пейзажи и портреты. Его работы создавались как в абстрактном стиле (приблизительно до 1920 года), так и в экспрессионистском. В некоторых произведениях Бомберга чувствуется сильное влияние советского конструктивизма.